# Магда (Сан-Паулу)
Магда (порт. Magda) — муниципалитет в Бразилии, входит в штат Сан-Паулу. Составная часть мезорегиона Сан-Жозе-ду-Риу-Прету. Входит в экономико-статистический микрорегион Аурифлама. Население составляет 3230 человек на 2006 год. Занимает площадь 312,085 км². Плотность населения — 10,3 чел./км².

## Статистика
- Валовой внутренний продукт на 2003 составляет 30.226.513,00 реалов (данные: Бразильский институт географии и статистики).
- Валовой внутренний продукт на душу населения на 2003 составляет 9.109,86 реалов (данные: Бразильский институт географии и статистики).
- Индекс развития человеческого потенциала на 2000 составляет 0,784 (данные: Программа развития ООН).